# هاوتزر M119
هاوتزر M119  (بالإنجليزية: M119 howitzer)‏ هو هاوتزر خفيف الوزن مستخدم من قبل جيش الولايات المتحدة.

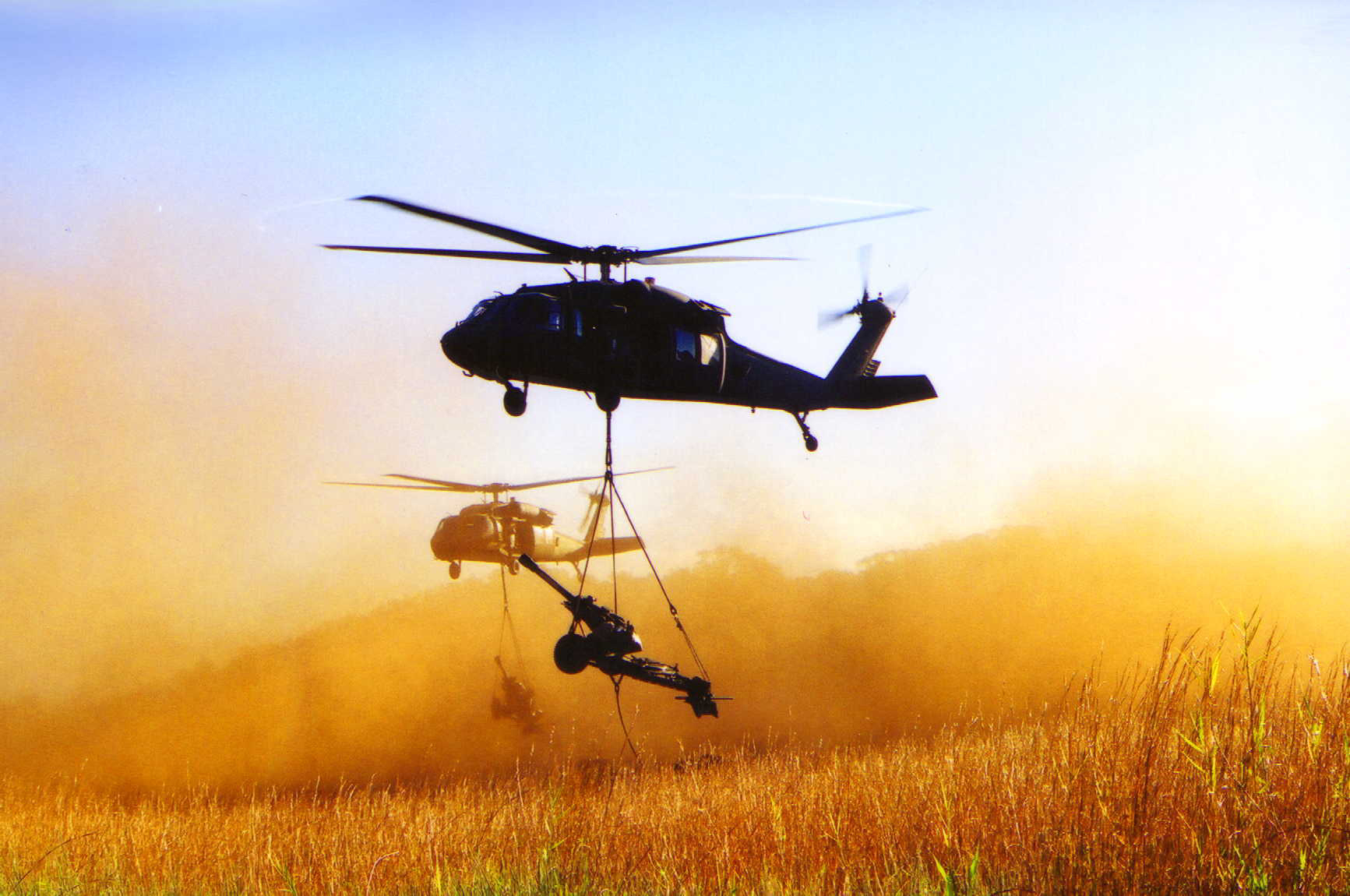
مروحية بلاك هوك تنقل هاوتزر M119